# Tercera División de México 2015-16
La Temporada 2015-16 de la Tercera División de México fue el quincuagésimo sexto torneo de esta división.

## Formato de competencia
De los 220 equipos se dividen por zonas geográficas quedando 14 grupos de 9 a 18 equipos; cada grupo hace un calendario de juegos entre todos esos a doble visita recíproca, por cada juego se otorgan 3 puntos al vencedor, un punto por empate más un punto extra que se define en series de penales que se adjudica el ganador y 0 puntos por derrota; se califican 2 o 4 equipos según la cantidad de clubes por grupo; en total 64 equipos califican a la liguilla por el título pasando desde los treintaidosavos de final, hasta la final; donde el vencedor o campeón asciende a la Liga Premier de Ascenso de la Segunda División, en tanto el derrotado pasa a Liga de Nuevos Talentos.
En cuanto a equipos filiales, pueden disputar el título de filiales sin derecho de ascenso, estos califican 8 por torneo corto jugando solo cuartos de final, semifinal y final.
En cuanto al descenso no existe, cada equipo si no paga sus cuotas puede salir de la división aún en plena temporada, antes de cada torneo los equipos deben pagar su admisión a la división la cantidad de $34,800 pesos; y cubrir los requisitos de registro de 30 elementos por equipo (cada elemento paga alrededor de $2,000 pesos), se incluyen entrenadores (que pagan por separado su afiliación ante la FMF), también se pagan los balones de juego marca Voit exclusivamente que la F.M.F suministra, el arbitraje cada juego se paga, pero el gasto que corre por cuenta del equipo local y derecho de juego; en cuanto a multas cada club paga desde no presentarse a tiempo al partido, insultar al arbitraje, problemas que genere la afición, por cada amonestación y expulsión de los jugadores, grescas entre jugadores etc. Los equipos que clasifican a Liguilla por el título deben pagar cuotas extras. Si algún equipo decide cambiar de nombre y sede debe pagar cuotas que ello genere, más su admisión, es por esta razón que cada año hay nuevos equipos y otros que dejan de competir repentinamente.
Si hay oportunidad, hay ascenso desde la Cuarta división, pero el equipo debe pagar sus cuotas.

### Ascensos y descensos
| Pos. | Descendido a la Tercera División de México |
| ---- | ------------------------------------------ |
| 32º  | Zitácuaro                                  |

| Pos. | Ascendido a la Liga Premier |
| ---- | --------------------------- |
| 1°   | CD Uruapan                  |

| Pos. | Ascendido a la Liga de Nuevos Talentos |
| ---- | -------------------------------------- |
| 2°   | Sporting Canamy                        |

| Pos. | Ascendido a la Tercera División |
| ---- | ------------------------------- |
| 1°   | Club Cerrito Mexico             |

## Equipos participantes
Clubes en la temporada 2015-2016.

### Grupo I
| Equipo                | Ciudad                         | Estadio                               |
| --------------------- | ------------------------------ | ------------------------------------- |
| Bonfil                | Cancún, Quintana Roo           | La Parcela                            |
| Campeche F.C.         | Campeche, Campeche             | Kin-Ha                                |
| Chetumal "B" (*)      | Chetumal, Quintana Roo         | 10 de Abril                           |
| Corsarios de Campeche | Campeche, Campeche             | Universitario                         |
| Deportiva Venados     | Mérida, Yucatán                | Alonso Diego Molina                   |
| Héroes de Zaci        | Valladolid, Yucatán            | Unidad Deportiva Claudio Alcocer      |
| Inter Playa "B" (*)   | Playa del Carmen, Quintana Roo | Unidad Deportiva Félix González Canto |
| Jaguares de la 48     | Villahermosa, Tabasco          | Sergio Lira Gallardo                  |
| Pioneros Junior (*)   | Cancún, Quintana Roo           | Cancún 86                             |
| Venados "B"           | Mérida, Yucatán                | Carlos Iturralde Rivero               |
| Yalmakan F.C.         | Cancún, Quintana Roo           | COJUDEQ                               |

### Grupo II
| Equipo                       | Ciudad                              | Estadio                               |
| ---------------------------- | ----------------------------------- | ------------------------------------- |
| Atlético Acayucan            | Acayucan, Veracruz                  | Unidad Deportiva Vicente Obregón      |
| Atlético Boca del Río        | Boca del Río, Veracruz              | Unidad Deportiva Hugo Sánchez Márquez |
| Atlético Ixtepec (*)         | Ciudad Ixtepec, Oaxaca              | Brena Torres                          |
| Brujos de los Tuxtlas        | San Andrés Tuxtla, Veracruz         | Unidad Deportiva Lino Fararoni        |
| Búhos de Xalapa              | Xalapa, Veracruz                    | Esc. Bachilleres Art. 3 Const.        |
| Cafetaleros de Xalapa        | Xalapa, Veracruz                    | Complejo Omega                        |
| Cruz Azul Lagunas (*)        | Lagunas, Oaxaca                     | Cruz Azul                             |
| Delfines UGM                 | Orizaba, Veracruz                   | UGM                                   |
| Dragones de Tabasco          | Villahermosa, Tabasco               | Olímpico de Villahermosa              |
| Halcones Marinos de Veracruz | Boca del Río, Veracruz              | UVM Campus Veracruz                   |
| Lanceros de Cosoleacaque     | Cosoleacaque, Veracruz              | Unidad Deportiva Miguel Hidalgo       |
| Limoneros de Fútbol          | Martínez de la Torre, Veracruz      | El Cañizo                             |
| Piñeros de Loma Bonita       | Loma Bonita, Oaxaca                 | 20 de Noviembre                       |
| Real Pueblo Nuevo            | Pueblo Nuevo Solistahuacán, Chiapas | Guadalupe                             |
| Valle Verde F.C.             | Jiquipilas, Chiapas                 | Richard Ruíz                          |

### Grupo III
| Equipo                          | Ciudad                                 | Estadio                         |
| ------------------------------- | -------------------------------------- | ------------------------------- |
| Albinegros de Orizaba "B" (*)   | Orizaba, Veracruz                      | Socum                           |
| Azucareros de Tezonapa          | Tezonapa, Veracruz                     | Ernesto Jácome Pérez            |
| Cefor Cuauhtémoc Blanco         | Gustavo A. Madero, Ciudad de México    | Nido Águila                     |
| Deportivo Anlesjeroka           | Tehuacán, Puebla                       | Anlesjeroka                     |
| Deportivo Ixmiquilpan           | Ixmiquilpan, Hidalgo                   | Parque Eco Alberto              |
| Ferrocarrileros Zaragoza F.C.   | Municipio de Zaragoza (Puebla), Puebla | Unión Zaragoza                  |
| Langostineros de Atoyac         | Atoyac, Veracruz                       | Municipal                       |
| Lobos BUAP "C" (*)              | Puebla, Puebla                         | Ciudad Universitaria            |
| F.C. Los Ángeles                | Puebla, Puebla                         | Ex Hacienda San José Maravillas |
| Poza Rica                       | Poza Rica, Veracruz                    | Heriberto Jara Corona           |
| Puebla SAI                      | Santa Isabel Cholula, Puebla           | Santa Isabel Cholula            |
| Reales de Puebla                | Puebla, Puebla                         | Preparatoria Benito Juárez      |
| Star Club                       | Tlaxcala, Tlaxcala                     | San José del Agua               |
| Sultanes de Tamazunchale        | Tamazunchale, San Luis Potosí          | Deportivo Solidaridad           |
| Tehuacán                        | Tehuacán, Puebla                       | Unidad Deportiva La Huizachera  |
| Tigres Dorados MRCI             | Oaxaca, Oaxaca                         | Campo MRCI Tlacochahuaya        |
| Universidad del Golfo de México | Orizaba, Veracruz                      | Universitario UGM               |

### Grupo IV
| Equipo                      | Ciudad                                | Estadio                         |
| --------------------------- | ------------------------------------- | ------------------------------- |
| Águilas de Teotihuacán      | Acolman, Estado de México             | Municipal                       |
| Álamos F.C.                 | Venustiano Carranza, Ciudad de México | M.M. Cd. Deportiva Campo No. 9  |
| Alebrijes de Oaxaca "B" (+) | Huixquilucan, Estado de México        | Alberto Pérez Navarro           |
| Ángeles de la Ciudad        | Iztacalco, Ciudad de México           | Jesús Palillo Martínez          |
| Azules de la Sección 26     | Gustavo A. Madero, Ciudad de México   | Deportivo El Zarco              |
| Castores Gobrantacto        | Iztapalapa, Ciudad de México          | Deportivo Francisco I. Madero   |
| Chivas FIM                  | Iztapalapa, Ciudad de México          | Deportivo Francisco I. Madero   |
| Dragones de Xochimilco      | Xochimilco, Ciudad de México          | Momoxco                         |
| Iztacalco                   | Ixtapaluca, Estado de México          | Unidad Deportiva Chapa de Mota  |
| Marina                      | Xochimilco, Ciudad de México          | Valentín González               |
| Maya Panteras               | Venustiano Carranza, Ciudad de México | M.M. Cd. Deportiva Campo No. 9  |
| Morelos Ecatepec            | Ecatepec, Estado de México            | M.M. Cd. Deportiva Campo No. 7  |
| Pumas Naucalpan (+)         | Coyoacán, Ciudad de México            | La Cantera                      |
| Real Olmeca Sport           | Tlalnepantla, Estado de México        | M.M. Cd. Deportiva Campo No. 9  |
| San José del Arenal         | Chalco, Estado de México              | José Carbajal García            |
| Santa Rosa                  | Venustiano Carranza, Ciudad de México | Deportivo Plutarco Elías Calles |
| Tecamachalco Sur            | Huixquilucan, Estado de México        | Alberto Pérez Navarro           |
| Toros de Texcoco            | Texcoco, Estado de México             | Unidad Deportiva Silverio Pérez |

### Grupo V
| Equipo                     | Ciudad                                | Estadio                         |
| -------------------------- | ------------------------------------- | ------------------------------- |
| Atlante "B" (+)            | Venustiano Carranza, Ciudad de México | Nuevo Territorio Azulgrana      |
| Atlético CACSA             | Metepec, Estado de México             | Instituto Tecnológico de Toluca |
| Atlético UEFA              | Coacalco, Estado de México            | Campos Fragoso                  |
| Colorines F.C.             | Colorines, Estado de México           | Maracaná                        |
| Deportivo Metepec          | Metepec, Estado de México             | Arqueros, FC                    |
| Deportivo Vallesano        | Valle de Bravo, Estado de México      | La Capilla                      |
| Estudiantes de Atlacomulco | Atlacomulco, Estado de México         | Municipal de Atlacomulco        |
| Fuerza Mazahua             | Atlacomulco, Estado de México         | Municipal de Atlacomulco        |
| Futcenter                  | Tlalnepantla, Estado de México        | Santa Cecilia                   |
| Gladiadores Calentanos     | Arcelia, Guerrero                     | Unidad Cuauhtémoc               |
| Grupo Sherwood             | Metepec, Estado de México             | Estadio La Hortaliza            |
| C.D. Jilotepec             | Jilotepec, Estado de México           | Rubén Chávez Chávez             |
| Real Halcones              | Cuauhtémoc, Ciudad de México          | Ana Gabriela Guevara            |
| Sporting Canamy "B" (*)    | Milpa Alta, Ciudad de México          | Momoxco                         |
| C.D. Tejupilco             | Tejupilco, Estado de México           | Unidad Deportiva                |
| Potros UAEM "B" (*)        | Toluca, Estado de México              | Alberto "Chivo" Córdoba         |

### Grupo VI
| Equipo                       | Ciudad                                 | Estadio                             |
| ---------------------------- | -------------------------------------- | ----------------------------------- |
| Acapulco F.C.                | Acapulco, Guerrero                     | Hugo Sánchez                        |
| Águilas UAGro                | Chilpancingo, Guerrero                 | Universidad Autónoma de Guerrero    |
| Alacranes de Puente de Ixtla | Puente de Ixtla, Morelos               | Lino Espin Aburto                   |
| Club Alpha                   | Puebla, Puebla                         | Club Alpha 3                        |
| Atlético Cuernavaca          | Cuernavaca, Morelos                    | Centenario                          |
| Atlético Unión               | Pachuca, Hidalgo                       | Club Hidalguense                    |
| Atitalaquia F.C.             | Atitalaquia, Hidalgo                   | Municipal Unidad Deportiva          |
| Cefor Chaco Giménez          | Atizapán de Zaragoza, Estado de México | Ana Gabriela Guevara                |
| C.D. Chilpancingo            | Chilpancingo, Guerrero                 | Polideportivo Chilpancingo          |
| Guerreros de Tierra Caliente | Ciudad Altamirano, Guerrero            | Rogelio García                      |
| Ixtapaluca F.C.              | Ixtapaluca, Estado de México           | La Era                              |
| Jardón JFS                   | Yautepec, Morelos                      | Armando Gómez Landeros              |
| Real Acapulco                | Acapulco, Guerrero                     | Unidad Deportiva Acapulco           |
| SEP Puebla                   | Puebla, Puebla                         | Unidad Deportiva Mario Vázquez Raña |
| Tecuanes de Tepalcingo       | Tepalcingo, Morelos                    | Unidad Deportiva Tepalcingo         |
| Zacatepec "B" (*)            | Zacatepec, Morelos                     | Unidad Deportiva Tlayacapan         |

### Grupo VII
| Equipo                          | Ciudad                                       | Estadio                          |
| ------------------------------- | -------------------------------------------- | -------------------------------- |
| AEM "B" (*)                     | Cuautitlán Izcalli, Estado de México         | Hugo Sánchez                     |
| Alto Rendimiento Tuzo (*)       | San Agustín Tlaxiaca, Hidalgo                | Universidad del Fútbol           |
| Atlético de Madrid              | Tlalpan, Ciudad de México                    | Deportivo Rosario Iglesias       |
| Atlético San Juan de Aragón     | Papalotla, Estado de México                  | Deportivo Municipal Papalotla    |
| Aztecas AMF Soccer              | Naucalpan, Estado de México                  | Deportivo Hacienda               |
| Soccer Club Buendía             | Tlalpan, Ciudad de México                    | Cd. Deportiva Campo No. 7        |
| Cafetaleros Alcaldes            | Ixtapaluca, Estado de México                 | Unidad Deportiva La Antorcha     |
| C.D. Cuervos Blancos            | Tolcayuca, Estado de México                  | Los Pinos                        |
| Escuela de Alto Rendimiento (*) | Huixquilucan, Estado de México               | Universidad Anáhuac México Norte |
| Guerreros de Tizayuca           | Tizayuca, Hidalgo                            | Unidad Deportiva Tizayuca        |
| Club Hidalguense                | Pachuca, Hidalgo                             | Club Hidalguense                 |
| Independiente Mexiquense        | Cuautitlán de Romero Rubio, Estado de México | Los Pinos                        |
| F.C. Politécnico                | Gustavo A. Madero), Ciudad de México         | Venustiano Carranza              |
| Proyecto Nuevo Chimalhuacán (*) | Chimalhuacán, Estado de México               | Tepalcates                       |
| Promodep Central                | Cuautitlán, Estado de México                 | Los Pinos                        |
| Santiago Tulantepec             | Santiago Tulantepec, Hidalgo                 | Unidad Deportiva Conrado Muntane |
| Unión Acolman                   | Acolman, Estado de México                    | Nuevo San Carlos                 |
| Universidad del Fútbol          | San Agustín Tlaxiaca, Hidalgo                | Universidad del Fútbol           |

### Grupo VIII
| Equipo                            | Ciudad                         | Estadio                               |
| --------------------------------- | ------------------------------ | ------------------------------------- |
| América Zihuatanejo               | Zihuatanejo, Guerrero          | Unidad Deportiva Zihuatanejo          |
| Atlético Iztacalco                | Iztacalco, Estado de México    | Unidad Deportiva Chapa de Mota        |
| Celaya F.C. "C" (+)               | Celaya, Guanajuato             | Unidad Deportiva Villagrán            |
| Delfines de Abasolo               | Abasolo, Guanajuato            | Municipal                             |
| Guitarreros de Paracho            | Paracho, Michoacán             | Municipal                             |
| Irapuato "B"                      | Pueblo Nuevo, Guanajuato       | Unidad Deportiva Pueblo Nuevo         |
| Jaral del Progreso F.C.           | Jaral del Progreso, Guanajuato | Unidad Deportiva Municipal            |
| Mangueros de Múgica (*)           | Múgica, Michoacán              | Unidad Deportiva Rosendo Arnaiz       |
| Marnap                            | Ixmiquilpan, Hidalgo           | Deportivo Marnap                      |
| Monarcas Morelia "C"              | Morelia, Michoacán             | Unidad Deportiva La Compuerta         |
| Monarcas Salamanca                | Salamanca, Guanajuato          | El Divisador                          |
| Originales Aguacateros de Uruapan | Uruapan, Michoacán             | Unidad Deportiva Hermanos López Rayón |
| Querétaro "C" (*)                 | Querétaro, Querétaro           | Unidad Deportiva La Cañada            |
| Salamanca F.C.                    | Salamanca, Guanajuato          | El Molinito                           |
| C.D. San Juan del Río             | Querétaro, Querétaro           | Unidad Deportiva La Cañada            |
| Tigres Blancos Gestalt F.C.       | Morelia, Michoacán             | Venustiano Carranza                   |
| CDU Uruapan "B" (*)               | Uruapan, Michoacán             | Club Universitario                    |

### Grupo IX
| Equipo                       | Ciudad                               | Estadio                                            |
| ---------------------------- | ------------------------------------ | -------------------------------------------------- |
| Águilas Reales               | Zacatecas, Zacatecas                 | Francisco Villa                                    |
| C.D. Apaseo el Alto          | Apaseo el Alto, Guanajuato           | Unidad Deportiva Manuel Ávila Camacho              |
| Atlético ECCA                | León, Guanajuato                     | Lalo Gutiérrez                                     |
| Atlético Huejutla            | Huejutla, Zacatecas                  | Unidad Deportiva Héctor Esparza                    |
| Atlético San Francisco       | San Francisco del Rincón, Guanajuato | Domingo Velázquez                                  |
| Brujos de Jesús María        | Jesús María, Aguascalientes          | Deportivo Luis Donaldo Colosio                     |
| Deportivo de los Altos       | Guadalajara, Jalisco                 | Unidad Deportiva Solidaridad                       |
| Frailes de Jerez             | Jerez, Zacatecas                     | Ramón López Velarde                                |
| C.F. La Piedad "B"           | La Piedad, Michoacán                 | Juan N. López                                      |
| León Independiente           | Guanajuato, Guanajuato               | Unidad Deportiva Juan José Torres Landa            |
| Mineros de Fresnillo "B" (*) | Fresnillo, Zacatecas                 | Unidad Deportiva Minera Fresnillo                  |
| Mineros de Zacatecas "C" (+) | Guadalupe, Zacatecas                 | Unidad Deportiva Guadalupe                         |
| Real Aguascalientes          | Aguascalientes, Aguascalientes       | Centro Deportivo Ferrocarrilero Las Tres Centurias |
| Real Leonés                  | León, Guanajuato                     | Unidad Deportiva Domingo Alba                      |
| Reyes de Tlajomulco          | Salamanca, Guanajuato                | Somnus F.C.                                        |
| Unión de Curtidores          | León, Guanajuato                     | Club Cabezas Rojas                                 |
| Unión León                   | León, Guanajuato                     | Club Empress                                       |
| Tuzos UAZ "B" (*)            | Zacatecas, Zacatecas                 | Universitario Unidad Deportiva Norte               |

### Grupo X
| Equipo                       | Ciudad                         | Estadio                       |
| ---------------------------- | ------------------------------ | ----------------------------- |
| Acatlán F.C.                 | Acatlán, Jalisco               | Club Juárez                   |
| Atlético Tecomán             | Tecomán, Colima                | Víctor Sevilla Torres         |
| C.D. Aves Blancas            | Tepatitlán de Morelos, Jalisco | Corredor Industrial           |
| Charales de Chapala          | Chapala, Jalisco               | Municipal                     |
| Chivas PROAN (+)             | San Juan de los Lagos, Jalisco | San Martín                    |
| Conejos de Tuxpan            | Tuxpan, Jalisco                | Municipal Tuxpan              |
| Escuela de Fútbol Chivas (+) | Zapopan, Jalisco               | Chivas San Rafael             |
| C.S.D. Jalisco               | El Salto, Jalisco              | de los Mamuts                 |
| Cefor Nuevo México           | Guadalajara, Jalisco           | Club Deportivo Occidente      |
| Nuevos Valores de Ocotlán    | Ocotlán, Jalisco               | Municipal de Ocotlán          |
| C.D. Oro Guadalajara         | Guadalajara, Jalisco           | Unidad Deportiva La Primavera |
| Palmeros de Colima           | Colima, Colima                 | Colima                        |
| Picudos de Manzanillo        | Manzanillo, Colima             | Adolfo López Mateos           |
| Queseros de San José         | San José de Gracia, Michoacán  | Juanito Chávez                |
| Sahuayo F.C. "B" (*)         | Sahuayo, Michoacán             | Unidad Deportiva Municipal    |
| C.D. Tepatitlán "B" (*)      | Tepatitlán de Morelos, Jalisco | Tepa Gómez                    |
| Tornados de Tlaquepaque      | Tlaquepaque, Jalisco           | San Andrés                    |
| Valle del Grullo             | Tlaquepaque, Jalisco           | San Andrés                    |
| Vaqueros                     | Guadalajara, Jalisco           | Club Vaqueros Ixtlán C-1      |
| Volcanes de Colima           | Colima, Colima                 | Country Club Manzanillo       |

### Grupo XI
| Equipo                             | Ciudad                         | Estadio                                  |
| ---------------------------------- | ------------------------------ | ---------------------------------------- |
| Atlas "C" (+)                      | Zapopan, Jalisco               | Atlas Chapalita                          |
| Atlético La Mina                   | Tepic, Nayarit                 | Olímpico Santa Teresita                  |
| Atotonilco F.C.                    | Atotonilco el Alto, Jalisco    | Unidad Deportiva Margarito Ramírez       |
| Buscando un Campeón                | Zapopan, Jalisco               | Morumbí Cancha 1                         |
| Cafessa                            | Ameca, Jalisco                 | Núcleo Deportivo y de Espectáculos Ameca |
| Camaroneros de Escuinapa           | Escuinapa, Sinaloa             | Perla Camaronera 2013                    |
| Cocula F.C.                        | Zapopan, Jalisco               | La Primavera U. de G.                    |
| Colegio Albert Schweitzer          | Guadalajara, Jalisco           | Club Maracaná                            |
| Coras "C" (+)                      | Tepic, Nayarit                 | Olímpico Santa Teresita                  |
| Deportivo La Peñita                | La Peñita de Jaltemba, Nayarit | Unidad Deportiva Corazón de La Riviera   |
| Gallos Viejos                      | Zapopan, Jalisco               | Sindicato de Telefonistas Sección 2      |
| Guadalajara "C" (+)                | Zapopan, Jalisco               | Verde Valle                              |
| Juventud Unida F.C. (*)            | Tlaquepaque, Jalisco           | Club Deportivo Desspeja                  |
| Lobos de Zihuatanejo               | Zapopan, Jalisco               | Deportivo Occidente                      |
| C.D. Nacional                      | Guadalajara, Jalisco           | Occidente                                |
| C.D. Oro El Salto                  | El Salto, Jalisco              | de los Mamuts                            |
| Sufacen Tepic                      | Tepic, Nayarit                 | Sufacen Libramiento                      |
| Tecos F.C.                         | Zapopan, Jalisco               | Tres de Marzo                            |
| Universidad de Guadalajara "C" (*) | Guadalajara, Jalisco           | La Primavera U. de G.                    |
| Xalisco F.C.                       | Xalisco, Nayarit               | Unidad Deportiva Landereñas              |

### Grupo XII
| Equipo                   | Ciudad                               | Estadio                                          |
| ------------------------ | ------------------------------------ | ------------------------------------------------ |
| Atlético Altamira        | Altamira, Tamaulipas                 | Lázaro Cárdenas                                  |
| Bravos de Nuevo Laredo   | Nuevo Laredo, Tamaulipas             | Unidad Deportiva Benito Juárez                   |
| Correcaminos UAT "C" (+) | Ciudad Victoria, Tamaulipas          | Eugenio Alvizo Porras                            |
| Halcones de Saltillo     | Saltillo, Coahuila                   | Olímpico Francisco I. Madero                     |
| Ho Gar Matamoros         | Matamoros, Tamaulipas                | Pedro Zalazar Maldonado                          |
| Jaguares de Nuevo León   | San Nicolás de los Garza, Nuevo León | Unidad Deportiva Oriente                         |
| C.D. Madero              | Ciudad Madero, Tamaulipas            | Olímpico de la Unidad Deportiva de Ciudad Madero |
| Panteras Negras GNL      | Guadalupe, Nuevo León                | Unidad Deportiva La Talaverna                    |
| Saltillo Soccer          | Saltillo, Coahuila                   | Olímpico Francisco I. Madero                     |
| Tamasopo F.C.            | Tamasopo, San Luis Potosí            | Unidad Deportiva El Chacuaco                     |
| C.D. Tampico             | Tampico, Tamaulipas                  | Olímpico de la Unidad Deportiva de Tampico       |
| Tigres SD (+)            | Zuazua, Nuevo León                   | La Cueva                                         |
| Titanes de Saltillo      | Saltillo, Coahuila                   | Olímpico Francisco I. Madero                     |
| Tuneros de Matehuala     | Matehuala, San Luis Potosí           | Manuel Moreno Torres                             |
| Universidad de Monterrey | San Pedro Garza García, Nuevo León   | Universidad de Monterrey                         |

### Grupo XIII
| Equipo                          | Ciudad                         | Estadio                     |
| ------------------------------- | ------------------------------ | --------------------------- |
| Deportivo Ensenada              | Ensenada, Baja California      | Municipal Ensenada          |
| Deportivo Obregón               | Ciudad Obregón, Sonora         | Manuel Piri Sagasta         |
| Diablos Azules de Guasave       | Guasave, Sinaloa               | Guasave 89                  |
| Guerreros de La Cruz            | La Cruz de Elota, Sinaloa      | Juan Lauro Martínez Barreda |
| Guerreros Pericues              | Los Cabos, Baja California Sur | Don Koll                    |
| Héroes de Caborca               | Caborca, Sonora                | Fidencio Hernández          |
| Pelícanos de Puerto Peñasco     | Puerto Peñasco, Sonora         | La Unidad                   |
| Poblado Miguel Alemán (+)       | Hermosillo, Sonora             | Héctor Espino               |
| Titanes de Nogales              | Nogales, Sonora                | Juan Jegar García           |
| Universidad Autónoma de Sinaloa | Culiacán, Sinaloa              | Universitario               |

### Grupo XIV
| Equipo                         | Ciudad                   | Estadio                                  |
| ------------------------------ | ------------------------ | ---------------------------------------- |
| Atlético Gómez Palacio         | Gómez Palacio, Durango   | Unidad Deportiva Francisco Gómez Palacio |
| Chinarras de Aldama            | Chihuahua, Chihuahua     | Olímpico Cd. Deportiva                   |
| Constructores de Gómez Palacio | Gómez Palacio, Durango   | Unidad Deportiva Francisco Gómez Palacio |
| La Tribu de Ciudad Juárez      | Ciudad Juárez, Chihuahua | 20 de Noviembre                          |
| Meloneros de Matamoros         | Matamoros, Coahuila      | Unidad Deportiva Creación                |
| Real Magari                    | Ciudad Juárez, Chihuahua | 20 de Noviembre                          |
| Soles de Ciudad Juárez         | Ciudad Juárez, Chihuahua | 20 de Noviembre                          |
| F.C. Toros                     | Torreón, Coahuila        | Unidad Deportiva Torreón                 |
| Dorados UACH "B" (+)           | Chihuahua, Chihuahua     | Olímpico Universitario                   |

## Tablas generales

### Grupo I
| Pos. | Equipo                | Pts. | PJ | G  | E | P  | GF | GC | Dif. | Clasificación       |
| ---- | --------------------- | ---- | -- | -- | - | -- | -- | -- | ---- | ------------------- |
| 1    | Corsarios de Campeche | 44   | 20 | 13 | 5 | 2  | 34 | 12 | +22  | Liguilla de ascenso |
| 2    | Deportiva Venados     | 44   | 20 | 13 | 3 | 4  | 30 | 15 | +15  | Liguilla de ascenso |
| 3    | Campeche F.C.         | 42   | 20 | 11 | 5 | 4  | 35 | 20 | +15  | Liguilla de ascenso |
| 4    | Yalmakan              | 40   | 20 | 12 | 2 | 6  | 36 | 14 | +22  | Liguilla de ascenso |
| 5    | Venados "B"           | 31   | 20 | 8  | 4 | 8  | 30 | 27 | +3   |                     |
| 6    | Chetumal "B"          | 31   | 20 | 9  | 3 | 8  | 27 | 32 | −5   |                     |
| 7    | Pioneros Junior       | 29   | 20 | 7  | 6 | 7  | 26 | 24 | +2   |                     |
| 8    | Bonfil                | 24   | 20 | 6  | 5 | 9  | 35 | 33 | +2   |                     |
| 9    | Inter Playa "B"       | 19   | 20 | 3  | 5 | 12 | 21 | 41 | −20  |                     |
| 10   | Héroes de Zaci        | 17   | 20 | 3  | 5 | 12 | 15 | 36 | −21  |                     |
| 11   | Jaguares de la 48     | 10   | 20 | 2  | 3 | 15 | 13 | 48 | −35  |                     |

 Fuente: Tercera División

### Grupo II
| Pos. | Equipo                       | Pts. | PJ | G  | E  | P  | GF | GC | Dif. | Clasificación       |
| ---- | ---------------------------- | ---- | -- | -- | -- | -- | -- | -- | ---- | ------------------- |
| 1    | Valle Verde F.C.             | 67   | 28 | 18 | 8  | 2  | 90 | 31 | +59  | Liguilla de ascenso |
| 2    | Cruz Azul Lagunas            | 67   | 28 | 17 | 9  | 2  | 81 | 33 | +48  | Liguilla de ascenso |
| 3    | Atlético Acayucan            | 60   | 28 | 18 | 5  | 5  | 78 | 40 | +38  | Liguilla de ascenso |
| 4    | Piñeros de Loma Bonita       | 55   | 28 | 13 | 10 | 5  | 68 | 31 | +37  | Liguilla de ascenso |
| 5    | Limoneros de Fútbol          | 51   | 28 | 14 | 7  | 7  | 48 | 25 | +23  |                     |
| 6    | Dragones de Tabasco          | 47   | 28 | 11 | 9  | 8  | 48 | 31 | +17  |                     |
| 7    | Atlético Boca del Río        | 47   | 28 | 12 | 6  | 10 | 30 | 40 | −10  |                     |
| 8    | Búhos de Xalapa              | 41   | 28 | 11 | 6  | 11 | 43 | 51 | −8   |                     |
| 9    | Halcones Marinos de Veracruz | 39   | 28 | 9  | 7  | 12 | 45 | 53 | −8   |                     |
| 10   | Atlético Ixtepec             | 33   | 28 | 8  | 6  | 14 | 38 | 61 | −23  |                     |
| 11   | Delfines UGM                 | 32   | 28 | 8  | 6  | 14 | 42 | 57 | −15  |                     |
| 12   | Cafetaleros de Xalapa        | 28   | 28 | 7  | 5  | 16 | 28 | 59 | −31  |                     |
| 13   | Brujos de los Tuxtlas        | 25   | 28 | 6  | 6  | 16 | 35 | 73 | −38  |                     |
| 14   | Lanceros de Cosoleacaque     | 21   | 28 | 3  | 9  | 16 | 33 | 62 | −29  |                     |
| 15   | Real Pueblo Nuevo            | 17   | 28 | 4  | 3  | 21 | 22 | 82 | −60  |                     |

 Fuente: Tercera División

### Grupo III
| Pos. | Equipo                          | Pts. | PJ | G  | E | P  | GF | GC  | Dif. | Clasificación       |
| ---- | ------------------------------- | ---- | -- | -- | - | -- | -- | --- | ---- | ------------------- |
| 1    | Cefor Cuauhtémoc Blanco         | 73   | 32 | 21 | 6 | 5  | 83 | 26  | +57  | Liguilla de ascenso |
| 2    | Tigres Dorados MRCI             | 70   | 32 | 22 | 2 | 8  | 98 | 37  | +61  | Liguilla de ascenso |
| 3    | Albinegros de Orizaba "B"       | 70   | 32 | 22 | 3 | 7  | 76 | 33  | +43  | Liguilla de ascenso |
| 4    | Universidad del Golfo de México | 67   | 32 | 20 | 5 | 7  | 71 | 32  | +39  | Liguilla de ascenso |
| 5    | Sultanes de Tamazunchale        | 66   | 32 | 19 | 5 | 8  | 56 | 27  | +29  | Liguilla de ascenso |
| 6    | Langostineros de Atoyac         | 64   | 32 | 17 | 9 | 6  | 76 | 34  | +42  |                     |
| 7    | Lobos BUAP "C"                  | 62   | 32 | 18 | 5 | 9  | 55 | 34  | +21  |                     |
| 8    | Poza Rica                       | 51   | 32 | 13 | 9 | 10 | 51 | 49  | +2   |                     |
| 9    | F.C. Los Ángeles                | 46   | 32 | 12 | 7 | 13 | 47 | 45  | +2   |                     |
| 10   | Azucareros de Tezonapa          | 43   | 32 | 11 | 8 | 13 | 47 | 49  | −2   |                     |
| 11   | Deportivo Anlesjeroka           | 41   | 32 | 10 | 8 | 14 | 45 | 50  | −5   |                     |
| 12   | Star Club                       | 40   | 32 | 10 | 6 | 16 | 57 | 62  | −5   |                     |
| 13   | Reales de Puebla                | 33   | 32 | 8  | 7 | 17 | 30 | 62  | −32  |                     |
| 14   | Tehuacán                        | 30   | 32 | 8  | 3 | 21 | 43 | 80  | −37  |                     |
| 15   | Ferrocarrileros Zaragoza F.C.   | 27   | 32 | 6  | 6 | 20 | 33 | 77  | −44  |                     |
| 16   | Puebla SAI                      | 23   | 32 | 5  | 6 | 21 | 38 | 115 | −77  |                     |
| 17   | Deportivo Ixmiquilpan           | 8    | 32 | 2  | 1 | 29 | 14 | 110 | −96  |                     |

 Fuente: Tercera División

### Grupo IV
| Pos. | Equipo                  | Pts. | PJ | G  | E | P  | GF | GC  | Dif. | Clasificación        |
| ---- | ----------------------- | ---- | -- | -- | - | -- | -- | --- | ---- | -------------------- |
| 1    | Marina                  | 88   | 34 | 28 | 4 | 2  | 94 | 19  | +75  | Liguilla de ascenso  |
| 2    | Alebrijes de Oaxaca "B" | 82   | 34 | 23 | 7 | 4  | 79 | 20  | +59  | Liguilla de filiales |
| 3    | Álamos F.C.             | 74   | 34 | 21 | 9 | 4  | 71 | 26  | +45  | Liguilla de ascenso  |
| 4    | Ángeles de la Ciudad    | 73   | 34 | 21 | 7 | 6  | 80 | 33  | +47  | Liguilla de ascenso  |
| 5    | Pumas Naucalpan         | 71   | 34 | 21 | 5 | 8  | 99 | 36  | +63  |                      |
| 6    | Azules de la Sección 26 | 65   | 34 | 16 | 9 | 9  | 57 | 32  | +25  | Liguilla de ascenso  |
| 7    | Real Olmeca Sport       | 61   | 34 | 18 | 5 | 11 | 56 | 46  | +10  | Liguilla de ascenso  |
| 8    | Toros de Texcoco        | 60   | 34 | 15 | 8 | 11 | 60 | 57  | +3   |                      |
| 9    | Dragones de Xochimilco  | 56   | 34 | 15 | 8 | 11 | 45 | 32  | +13  |                      |
| 10   | Castores Gobrantacto    | 52   | 34 | 14 | 6 | 14 | 63 | 57  | +6   |                      |
| 11   | Santa Rosa              | 52   | 34 | 14 | 7 | 13 | 56 | 54  | +2   |                      |
| 12   | Tecamachalco Sur        | 42   | 34 | 12 | 5 | 17 | 50 | 72  | −22  |                      |
| 13   | Morelos Ecatepec        | 32   | 34 | 10 | 2 | 22 | 33 | 88  | −55  |                      |
| 14   | Águilas de Teotihuacán  | 28   | 34 | 5  | 9 | 20 | 33 | 64  | −31  |                      |
| 15   | Maya Panteras           | 25   | 34 | 7  | 3 | 24 | 28 | 84  | −56  |                      |
| 16   | Chivas FIM              | 24   | 34 | 5  | 5 | 24 | 30 | 75  | −45  |                      |
| 17   | San José del Arenal     | 24   | 34 | 6  | 5 | 23 | 31 | 90  | −59  |                      |
| 18   | Iztacalco               | 9    | 34 | 1  | 4 | 29 | 26 | 114 | −88  |                      |

 Fuente: Tercera División

### Grupo V
| Pos. | Equipo                     | Pts. | PJ | G  | E  | P  | GF | GC  | Dif. | Clasificación       |
| ---- | -------------------------- | ---- | -- | -- | -- | -- | -- | --- | ---- | ------------------- |
| 1    | Potros UAEM "B"            | 71   | 30 | 20 | 6  | 4  | 64 | 18  | +46  | Liguilla de ascenso |
| 2    | C.D. Jilotepec             | 63   | 30 | 16 | 9  | 5  | 67 | 35  | +32  | Liguilla de ascenso |
| 3    | Gladiadores Calentanos     | 60   | 30 | 16 | 8  | 6  | 80 | 34  | +46  | Liguilla de ascenso |
| 4    | Sporting Canamy "B"        | 60   | 30 | 17 | 6  | 7  | 65 | 29  | +36  | Liguilla de ascenso |
| 5    | Estudiantes de Atlacomulco | 58   | 30 | 17 | 5  | 8  | 65 | 31  | +34  | Liguilla de ascenso |
| 6    | Futcenter                  | 55   | 30 | 16 | 5  | 9  | 55 | 38  | +17  |                     |
| 7    | Atlético UEFA              | 52   | 30 | 14 | 7  | 9  | 42 | 24  | +18  |                     |
| 8    | Atlante "B"                | 46   | 30 | 11 | 8  | 11 | 30 | 38  | −8   |                     |
| 9    | Atlético CACSA             | 44   | 30 | 12 | 5  | 13 | 36 | 46  | −10  |                     |
| 10   | Deportivo Vallesano        | 40   | 30 | 9  | 10 | 11 | 32 | 27  | +5   |                     |
| 11   | Colorines F.C.             | 38   | 30 | 8  | 9  | 13 | 35 | 52  | −17  |                     |
| 12   | C.D. Tejupilco             | 34   | 30 | 7  | 9  | 14 | 44 | 56  | −12  |                     |
| 13   | Real Halcones              | 34   | 30 | 8  | 6  | 16 | 38 | 53  | −15  |                     |
| 14   | Deportivo Metepec          | 30   | 30 | 6  | 9  | 15 | 27 | 51  | −24  |                     |
| 15   | Grupo Sherwood             | 24   | 30 | 4  | 9  | 17 | 24 | 66  | −42  |                     |
| 16   | Fuerza Mazahua             | 11   | 30 | 3  | 1  | 26 | 26 | 112 | −86  |                     |

 Fuente: Tercera División

### Grupo VI
| Pos. | Equipo                       | Pts. | PJ | G  | E  | P  | GF | GC  | Dif. | Clasificación       |
| ---- | ---------------------------- | ---- | -- | -- | -- | -- | -- | --- | ---- | ------------------- |
| 1    | Águilas UAGro                | 68   | 30 | 22 | 2  | 6  | 96 | 30  | +66  | Liguilla de ascenso |
| 2    | C.D. Chilpancingo            | 67   | 30 | 19 | 6  | 5  | 88 | 28  | +60  | Liguilla de ascenso |
| 3    | Zacatepec "B"                | 67   | 30 | 17 | 10 | 3  | 59 | 20  | +39  | Liguilla de ascenso |
| 4    | SEP Puebla                   | 66   | 30 | 19 | 7  | 4  | 98 | 24  | +74  | Liguilla de ascenso |
| 5    | Club Alpha                   | 60   | 30 | 16 | 7  | 7  | 63 | 28  | +35  |                     |
| 6    | Real Acapulco                | 58   | 30 | 17 | 4  | 9  | 67 | 43  | +24  |                     |
| 7    | Atlético Cuernavaca          | 58   | 30 | 17 | 4  | 9  | 52 | 38  | +14  |                     |
| 8    | Tecuanes de Tepalcingo       | 52   | 30 | 15 | 5  | 10 | 56 | 36  | +20  |                     |
| 9    | Acapulco F.C.                | 52   | 30 | 15 | 5  | 10 | 49 | 39  | +10  |                     |
| 10   | Alacranes de Puente de Ixtla | 51   | 30 | 14 | 6  | 10 | 56 | 35  | +21  |                     |
| 11   | Ixtapaluca F.C.              | 39   | 30 | 11 | 4  | 15 | 52 | 58  | −6   |                     |
| 12   | Cefor Chaco Giménez          | 30   | 30 | 8  | 5  | 17 | 47 | 66  | −19  |                     |
| 13   | Jardón JFS                   | 18   | 30 | 4  | 5  | 21 | 32 | 144 | −112 |                     |
| 14   | Guerreros de Tierra Caliente | 16   | 30 | 4  | 2  | 24 | 22 | 77  | −55  |                     |
| 15   | Atitalaquia F.C.             | 10   | 30 | 3  | 1  | 26 | 26 | 106 | −80  |                     |
| 16   | Atlético Unión               | 8    | 30 | 2  | 1  | 27 | 19 | 110 | −91  |                     |

 Fuente: Tercera División

### Grupo VII
| Pos. | Equipo                      | Pts. | PJ | G  | E  | P  | GF  | GC  | Dif. | Clasificación       |
| ---- | --------------------------- | ---- | -- | -- | -- | -- | --- | --- | ---- | ------------------- |
| 1    | Alto Rendimiento Tuzo       | 90   | 34 | 26 | 7  | 1  | 114 | 22  | +92  | Liguilla de ascenso |
| 2    | Atlético de Madrid          | 87   | 34 | 25 | 7  | 2  | 112 | 30  | +82  | Liguilla de ascenso |
| 3    | Club Hidalguense            | 77   | 34 | 22 | 7  | 5  | 62  | 21  | +41  | Liguilla de ascenso |
| 4    | Universidad del Fútbol      | 75   | 34 | 23 | 5  | 6  | 78  | 40  | +38  | Liguilla de ascenso |
| 5    | Escuela de Alto Rendimiento | 67   | 34 | 19 | 6  | 9  | 74  | 30  | +44  | Liguilla de ascenso |
| 6    | AEM "B"                     | 63   | 34 | 17 | 9  | 8  | 66  | 40  | +26  |                     |
| 7    | Aztecas AMF Soccer          | 56   | 34 | 15 | 7  | 12 | 63  | 57  | +6   |                     |
| 8    | Independiente Mexiquense    | 46   | 34 | 13 | 4  | 17 | 48  | 70  | −22  |                     |
| 9    | Proyecto Nuevo Chimalhuacán | 45   | 34 | 9  | 11 | 14 | 45  | 54  | −9   |                     |
| 10   | C.D. Cuervos Blancos        | 44   | 34 | 11 | 7  | 16 | 50  | 63  | −13  |                     |
| 11   | Santiago Tulantepec         | 44   | 34 | 11 | 8  | 15 | 38  | 59  | −21  |                     |
| 12   | Atlético San Juan de Aragón | 42   | 34 | 11 | 8  | 15 | 49  | 65  | −16  |                     |
| 13   | Promodep Central            | 42   | 34 | 10 | 7  | 17 | 57  | 87  | −30  |                     |
| 14   | F.C. Politécnico            | 39   | 34 | 12 | 2  | 20 | 48  | 71  | −23  |                     |
| 15   | Cafetaleros Alcaldes        | 37   | 34 | 10 | 5  | 19 | 75  | 91  | −16  |                     |
| 16   | Guerreros de Tizayuca       | 29   | 34 | 7  | 7  | 20 | 35  | 72  | −37  |                     |
| 17   | Soccer Club Buendía         | 24   | 34 | 4  | 9  | 21 | 29  | 68  | −39  |                     |
| 18   | Unión Acolman               | 8    | 34 | 2  | 2  | 30 | 16  | 119 | −103 |                     |

 Fuente: Tercera División

### Grupo VIII
| Pos. | Equipo                            | Pts. | PJ | G  | E  | P  | GF | GC  | Dif. | Clasificación       |
| ---- | --------------------------------- | ---- | -- | -- | -- | -- | -- | --- | ---- | ------------------- |
| 1    | Monarcas Morelia "C"              | 78   | 32 | 22 | 6  | 4  | 96 | 29  | +67  | Liguilla de ascenso |
| 2    | Salamanca F.C.                    | 77   | 32 | 20 | 11 | 1  | 74 | 30  | +44  | Liguilla de ascenso |
| 3    | CDU Uruapan "B"                   | 72   | 32 | 19 | 9  | 4  | 68 | 37  | +31  | Liguilla de ascenso |
| 4    | Tigres Blancos Gestalt F.C.       | 69   | 32 | 21 | 5  | 6  | 89 | 31  | +58  | Liguilla de ascenso |
| 5    | Celaya F.C. "C"                   | 67   | 32 | 19 | 6  | 7  | 76 | 38  | +38  |                     |
| 6    | Originales Aguacateros de Uruapan | 65   | 32 | 18 | 6  | 8  | 61 | 38  | +23  | Liguilla de ascenso |
| 7    | Monarcas Salamanca                | 64   | 32 | 19 | 5  | 8  | 79 | 32  | +47  |                     |
| 8    | Querétaro "C"                     | 63   | 32 | 18 | 5  | 9  | 84 | 45  | +39  |                     |
| 9    | América Zihuatanejo               | 45   | 32 | 12 | 6  | 14 | 58 | 52  | +6   |                     |
| 10   | Jaral del Progreso F.C.           | 40   | 32 | 10 | 7  | 15 | 37 | 40  | −3   |                     |
| 11   | Delfines de Abasolo               | 37   | 32 | 11 | 3  | 18 | 56 | 68  | −12  |                     |
| 12   | Marnap'                           | 34   | 32 | 9  | 7  | 16 | 50 | 67  | −17  |                     |
| 13   | Guitarreros de Paracho            | 33   | 32 | 9  | 6  | 17 | 57 | 79  | −22  |                     |
| 14   | Mangueros de Múgica               | 26   | 32 | 8  | 2  | 22 | 41 | 90  | −49  |                     |
| 15   | Irapuato "B"                      | 22   | 32 | 5  | 4  | 23 | 34 | 96  | −62  |                     |
| 16   | C.D. San Juan del Río             | 21   | 32 | 7  | 0  | 25 | 25 | 85  | −60  |                     |
| 17   | Atlético Iztacalco                | 3    | 32 | 1  | 0  | 31 | 13 | 151 | −138 |                     |

 Fuente: Tercera División

### Grupo IX
| Pos. | Equipo                   | Pts. | PJ | G  | E  | P  | GF  | GC  | Dif. | Clasificación        |
| ---- | ------------------------ | ---- | -- | -- | -- | -- | --- | --- | ---- | -------------------- |
| 1    | Real Leonés              | 84   | 34 | 26 | 3  | 5  | 100 | 38  | +62  | Liguilla de ascenso  |
| 2    | Mineros de Zacatecas "C" | 83   | 34 | 25 | 5  | 4  | 121 | 33  | +88  | Liguilla de filiales |
| 3    | Real Aguascalientes      | 81   | 34 | 25 | 5  | 4  | 95  | 33  | +62  | Liguilla de ascenso  |
| 4    | Tuzos UAZ "B"            | 73   | 34 | 20 | 8  | 6  | 91  | 39  | +52  | Liguilla de ascenso  |
| 5    | Mineros de Fresnillo "B" | 69   | 34 | 22 | 3  | 9  | 80  | 39  | +41  | Liguilla de ascenso  |
| 6    | Deportivo de los Altos   | 66   | 34 | 18 | 8  | 8  | 95  | 51  | +44  | Liguilla de ascenso  |
| 7    | Atlético ECCA            | 63   | 34 | 18 | 6  | 10 | 63  | 34  | +29  |                      |
| 8    | Frailes de Jerez         | 54   | 34 | 15 | 6  | 13 | 51  | 48  | +3   |                      |
| 9    | C.F. La Piedad "B"       | 53   | 34 | 14 | 8  | 12 | 75  | 57  | +18  |                      |
| 10   | Unión de Curtidores      | 53   | 34 | 11 | 12 | 11 | 30  | 36  | −6   |                      |
| 11   | Águilas Reales           | 49   | 34 | 11 | 10 | 13 | 48  | 44  | +4   |                      |
| 12   | Unión León               | 45   | 34 | 13 | 5  | 16 | 50  | 61  | −11  |                      |
| 13   | Atlético San Francisco   | 43   | 34 | 11 | 6  | 17 | 62  | 76  | −14  |                      |
| 14   | León Independiente       | 41   | 34 | 9  | 10 | 15 | 61  | 93  | −32  |                      |
| 15   | Atlético Huejutla        | 23   | 34 | 6  | 4  | 24 | 25  | 75  | −50  |                      |
| 16   | Reyes de Tlajomulco      | 21   | 34 | 6  | 2  | 26 | 35  | 123 | −88  |                      |
| 17   | C.D. Apaseo el Alto      | 11   | 34 | 3  | 1  | 30 | 15  | 93  | −78  |                      |
| 18   | Brujos de Jesús María    | 6    | 34 | 2  | 0  | 32 | 13  | 137 | −124 |                      |

 Fuente: Tercera División

### Grupo X
| Pos. | Equipo                    | Pts. | PJ | G  | E  | P  | GF  | GC  | Dif. | Clasificación       |
| ---- | ------------------------- | ---- | -- | -- | -- | -- | --- | --- | ---- | ------------------- |
| 1    | Acatlán F.C.              | 94   | 38 | 29 | 5  | 4  | 96  | 24  | +72  | Liguilla de ascenso |
| 2    | Vaqueros                  | 88   | 38 | 25 | 9  | 4  | 88  | 28  | +60  | Liguilla de ascenso |
| 3    | C.D. Aves Blancas         | 84   | 38 | 20 | 13 | 5  | 86  | 41  | +45  | Liguilla de ascenso |
| 4    | Palmeros de Colima        | 83   | 38 | 24 | 9  | 5  | 74  | 25  | +49  | Liguilla de ascenso |
| 5    | Nuevos Valores de Ocotlán | 82   | 38 | 25 | 5  | 8  | 109 | 44  | +65  | Liguilla de ascenso |
| 6    | C.D. Tepatitlán "B"       | 80   | 38 | 23 | 8  | 7  | 122 | 38  | +84  |                     |
| 7    | Chivas PROAN              | 70   | 38 | 19 | 8  | 11 | 99  | 66  | +33  |                     |
| 8    | Sahuayo F.C. "B"          | 65   | 38 | 18 | 7  | 13 | 78  | 47  | +31  |                     |
| 9    | Charales de Chapala       | 65   | 38 | 20 | 4  | 14 | 67  | 48  | +19  |                     |
| 10   | Picudos de Manzanillo     | 64   | 38 | 17 | 9  | 12 | 67  | 54  | +13  |                     |
| 11   | Atlético Tecomán          | 62   | 38 | 19 | 3  | 16 | 85  | 66  | +19  |                     |
| 12   | Queseros de San José      | 55   | 38 | 13 | 9  | 16 | 55  | 68  | −13  |                     |
| 13   | Escuela de Fútbol Chivas  | 53   | 38 | 15 | 6  | 17 | 71  | 60  | +11  |                     |
| 14   | Tornados de Tlaquepaque   | 50   | 38 | 15 | 4  | 19 | 58  | 70  | −12  |                     |
| 15   | Cefor Nuevo México        | 46   | 38 | 10 | 9  | 19 | 50  | 62  | −12  |                     |
| 16   | C.S.D. Jalisco            | 38   | 38 | 11 | 5  | 22 | 44  | 67  | −23  |                     |
| 17   | Conejos de Tuxpan         | 26   | 38 | 8  | 2  | 28 | 51  | 121 | −70  |                     |
| 18   | Valle del Grullo          | 21   | 38 | 5  | 4  | 29 | 40  | 121 | −81  |                     |
| 19   | C.D. Oro Guadalajara      | 9    | 38 | 2  | 2  | 34 | 20  | 142 | −122 |                     |
| 20   | Volcanes de Colima        | 4    | 38 | 1  | 1  | 36 | 13  | 181 | −168 |                     |

 Fuente: Tercera División

### Grupo XI
| Pos. | Equipo                         | Pts. | PJ | G  | E  | P  | GF  | GC  | Dif. | Clasificación        |
| ---- | ------------------------------ | ---- | -- | -- | -- | -- | --- | --- | ---- | -------------------- |
| 1    | Atlas "C"                      | 88   | 38 | 28 | 3  | 7  | 115 | 42  | +73  | Liguilla de filiales |
| 2    | Guadalajara "C"                | 87   | 38 | 26 | 6  | 6  | 108 | 37  | +71  | Liguilla de filiales |
| 3    | Tecos F.C.                     | 87   | 38 | 24 | 8  | 6  | 108 | 41  | +67  | Liguilla de ascenso  |
| 4    | Coras "C"                      | 82   | 38 | 24 | 6  | 8  | 81  | 49  | +32  | Liguilla de filiales |
| 5    | Universidad de Guadalajara "C" | 81   | 38 | 25 | 4  | 9  | 78  | 30  | +48  | Liguilla de ascenso  |
| 6    | Buscando un Campeón            | 76   | 38 | 23 | 5  | 10 | 83  | 50  | +33  | Liguilla de ascenso  |
| 7    | Xalisco F.C.                   | 70   | 38 | 19 | 9  | 10 | 79  | 46  | +33  | Liguilla de ascenso  |
| 8    | Cocula F.C.                    | 66   | 38 | 20 | 5  | 13 | 80  | 48  | +32  | Liguilla de ascenso  |
| 9    | Atlético La Mina               | 63   | 38 | 12 | 16 | 10 | 48  | 47  | +1   |                      |
| 10   | Camaroneros de Escuinapa       | 60   | 38 | 18 | 5  | 15 | 71  | 58  | +13  |                      |
| 11   | Deportivo La Peñita            | 57   | 38 | 15 | 8  | 15 | 63  | 84  | −21  |                      |
| 12   | Cafessa                        | 56   | 38 | 16 | 6  | 16 | 75  | 74  | +1   |                      |
| 13   | Sufacen Tepic                  | 48   | 38 | 12 | 6  | 20 | 67  | 93  | −26  |                      |
| 14   | Juventud Unida F.C.            | 45   | 38 | 11 | 9  | 18 | 50  | 69  | −19  |                      |
| 15   | C.D. Nacional                  | 40   | 38 | 11 | 5  | 22 | 51  | 76  | −25  |                      |
| 16   | Atotonilco F.C.                | 40   | 38 | 8  | 10 | 20 | 52  | 88  | −36  |                      |
| 17   | Lobos de Zihuatanejo           | 28   | 38 | 9  | 1  | 28 | 29  | 82  | −53  |                      |
| 18   | Colegio Albert Schweitzer      | 26   | 38 | 8  | 2  | 28 | 49  | 116 | −67  |                      |
| 19   | Gallos Viejos                  | 20   | 38 | 5  | 4  | 29 | 35  | 87  | −52  |                      |
| 20   | C.D. Oro El Salto              | 20   | 38 | 5  | 4  | 29 | 21  | 126 | −105 |                      |

 Fuente: Tercera División

### Grupo XII
| Pos. | Equipo                   | Pts. | PJ | G  | E | P  | GF | GC | Dif. | Clasificación        |
| ---- | ------------------------ | ---- | -- | -- | - | -- | -- | -- | ---- | -------------------- |
| 1    | Titanes de Saltillo      | 71   | 28 | 21 | 5 | 2  | 82 | 30 | +52  | Liguilla de ascenso  |
| 2    | Tigres SD                | 65   | 28 | 18 | 6 | 4  | 66 | 22 | +44  | Liguilla de filiales |
| 3    | Universidad de Monterrey | 61   | 28 | 18 | 4 | 6  | 52 | 31 | +21  | Liguilla de ascenso  |
| 4    | Ho Gar Matamoros         | 57   | 28 | 16 | 6 | 6  | 49 | 26 | +23  | Liguilla de ascenso  |
| 5    | Saltillo Soccer          | 56   | 28 | 14 | 9 | 5  | 60 | 38 | +22  | Liguilla de ascenso  |
| 6    | Correcaminos UAT "C"     | 55   | 28 | 15 | 6 | 7  | 66 | 33 | +33  |                      |
| 7    | C.D. Tampico             | 46   | 28 | 13 | 5 | 10 | 42 | 29 | +13  |                      |
| 8    | Bravos de Nuevo Laredo   | 39   | 28 | 11 | 3 | 14 | 32 | 36 | −4   |                      |
| 9    | Tamasopo F.C.            | 36   | 28 | 9  | 6 | 13 | 36 | 46 | −10  |                      |
| 10   | Atlético Altamira        | 32   | 28 | 8  | 6 | 14 | 31 | 44 | −13  |                      |
| 11   | Jaguares de Nuevo León   | 30   | 28 | 8  | 5 | 15 | 41 | 47 | −6   |                      |
| 12   | Panteras Negras GNL      | 23   | 28 | 5  | 6 | 17 | 26 | 45 | −19  |                      |
| 13   | Tuneros de Matehuala     | 23   | 28 | 7  | 2 | 19 | 30 | 80 | −50  |                      |
| 14   | Halcones de Saltillo     | 22   | 28 | 5  | 5 | 18 | 35 | 91 | −56  |                      |
| 15   | C.D. Madero              | 14   | 28 | 3  | 4 | 21 | 27 | 77 | −50  |                      |

 Fuente: Tercera División

### Grupo XIII
| Pos. | Equipo                          | Pts. | PJ | G  | E | P  | GF | GC | Dif. | Clasificación        |
| ---- | ------------------------------- | ---- | -- | -- | - | -- | -- | -- | ---- | -------------------- |
| 1    | Universidad Autónoma de Sinaloa | 44   | 18 | 13 | 3 | 2  | 43 | 11 | +32  | Liguilla de ascenso  |
| 2    | Poblado Miguel Alemán           | 38   | 18 | 10 | 5 | 3  | 37 | 24 | +13  | Liguilla de filiales |
| 3    | Deportivo Obregón               | 36   | 18 | 10 | 4 | 4  | 37 | 19 | +18  | Liguilla de ascenso  |
| 4    | Deportivo Ensenada              | 32   | 18 | 10 | 1 | 7  | 37 | 28 | +9   | Liguilla de ascenso  |
| 5    | Guerreros de La Cruz            | 32   | 18 | 9  | 3 | 6  | 34 | 28 | +6   | Liguilla de ascenso  |
| 6    | Guerreros Pericues              | 31   | 18 | 9  | 3 | 6  | 47 | 34 | +13  |                      |
| 7    | Titanes de Nogales              | 26   | 18 | 7  | 3 | 8  | 38 | 47 | −9   |                      |
| 8    | Diablos Azules de Guasave       | 20   | 18 | 4  | 6 | 8  | 30 | 33 | −3   |                      |
| 9    | Héroes de Caborca               | 9    | 18 | 1  | 4 | 13 | 22 | 55 | −33  |                      |
| 10   | Pelícanos de Puerto Peñasco     | 2    | 18 | 0  | 2 | 16 | 21 | 67 | −46  |                      |

 Fuente: Tercera División

### Grupo XIV
| Pos. | Equipo                         | Pts. | PJ | G  | E | P  | GF | GC | Dif. | Clasificación        |
| ---- | ------------------------------ | ---- | -- | -- | - | -- | -- | -- | ---- | -------------------- |
| 1    | Constructores de Gómez Palacio | 38   | 16 | 10 | 6 | 0  | 33 | 9  | +24  | Liguilla de ascenso  |
| 2    | Dorados UACH "B"               | 36   | 16 | 11 | 2 | 3  | 32 | 9  | +23  | Liguilla de filiales |
| 3    | Real Magari                    | 32   | 16 | 8  | 5 | 3  | 24 | 16 | +8   | Liguilla de ascenso  |
| 4    | Soles de Ciudad Juárez         | 31   | 16 | 8  | 4 | 4  | 39 | 13 | +26  | Liguilla de ascenso  |
| 5    | La Tribu de Ciudad Juárez      | 25   | 16 | 6  | 4 | 6  | 24 | 14 | +10  | Liguilla de ascenso  |
| 6    | Meloneros de Matamoros         | 18   | 16 | 4  | 4 | 8  | 21 | 26 | −5   |                      |
| 7    | F.C. Toros                     | 16   | 16 | 3  | 6 | 7  | 13 | 26 | −13  |                      |
| 8    | Chinarras de Aldama            | 14   | 16 | 4  | 1 | 11 | 16 | 43 | −27  |                      |
| 9    | Atlético Gómez Palacio         | 6    | 16 | 1  | 2 | 13 | 9  | 55 | −46  |                      |

 Fuente: Tercera División

## Liguilla de Ascenso

### Treintaidosavos de final
| Equipo 1                               | Agr.      | Equipo 2                        | Ida | Vuelta |
| -------------------------------------- | --------- | ------------------------------- | --- | ------ |
| Corsarios de Campeche                  | 3–5       | Yalmakan                        | 0–3 | 3–2    |
| Deportiva Venados                      | 4–2       | Campeche F.C.                   | 1–0 | 3–2    |
| Cruz Azul Lagunas                      | 5–5 (2–4) | (p.) Atlético Acayucan          | 1–5 | 4–0    |
| Valle Verde F.C.                       | 10–3      | Piñeros de Loma Bonita          | 4–0 | 6–3    |
| Club Hidalguense                       | 5–2       | Álamos                          | 3–1 | 2–1    |
| Cefor Cuauhtémoc Blanco                | 3–2       | C.D. Jilotepec                  | 1–2 | 2–0    |
| Potros UAEM "B" (p.)                   | 4–4 (3–1) | Universidad del Golfo de México | 0–2 | 4–2    |
| Universidad del Fútbol                 | 1–2       | SEP Puebla                      | 0–1 | 1–1    |
| Zacatepec "B"                          | 2–9       | Tigres Dorados MRCI             | 0–5 | 2–4    |
| C.D. Chilpancingo                      | 3–2       | Albinegros de Orizaba "B"       | 1–1 | 2–1    |
| Atlético de Madrid                     | 2–5       | Gladiadores Calentanos          | 0–3 | 2–2    |
| Marina (p.)                            | 3–3 (4–2) | Sporting Canamy                 | 1–1 | 2–2    |
| Águilas UAGro                          | 3–2       | Ángeles de la Ciudad            | 1–1 | 2–1    |
| Alto Rendimiento Tuzo                  | 7–0       | Azules de la Sección 26         | 3–0 | 4–0    |
| Escuela de Alto Rendimiento            | 2–2 (4–5) | (p.) Estudiantes de Atlacomulco | 1–1 | 1–1    |
| Sultanes de Tamazunchale               | 5–2       | Real Olmeca Sport               | 1–0 | 4–2    |
| Real Leonés                            | 3–2       | Buscando un Campeón             | 1–2 | 2–0    |
| Salamanca F.C.                         | 0–1       | Universidad de Guadalajara "C"  | 0–1 | 0–0    |
| Tecos F.C.                             | 3–1       | Palmeros de Colima              | 0–1 | 3–0    |
| Vaqueros                               | 1–2       | Tigres Blancos Gestalt F.C.     | 0–0 | 1–2    |
| Real Aguascalientes (p.)               | 3–3 (4–3) | Tuzos UAZ "B"                   | 1–0 | 2–3    |
| Monarcas Morelia "C"                   | 4–3       | Mineros de Fresnillo "B"        | 1–1 | 3–2    |
| Acatlán F.C. (p.)                      | 3–3 (5–4) | Xalisco F.C.                    | 2–3 | 1–0    |
| CDU Uruapan "B"                        | 2–5       | C.D. Aves Blancas               | 0–3 | 2–2    |
| Universidad de Monterrey               | 1–1 (3–2) | Ho Gar Matamoros                | 0–1 | 1–0    |
| Titanes de Saltillo                    | 7–4       | Saltillo Soccer                 | 3–2 | 4–2    |
| Deportivo Obregón                      | 1–0       | Deportivo Ensenada              | 0–0 | 1–0    |
| Universidad Autónoma de Sinaloa        | 8–0       | Guerreros de La Cruz            | 4–0 | 4–0    |
| Constructores de Gómez Palacio (p.)    | 5–5 (7–6) | La Tribu de Ciudad Juárez       | –   | –      |
| Soles de Ciudad Juárez (p.)            | 2–2 (4–2) | Real Magari                     | 1–1 | 1–1    |
| Nuevos Valores de Ocotlán (p.)         | 2–2 (3–2) | Cocula F.C.                     | 0–2 | 2–0    |
| Originales Aguacateros de Uruapan (p.) | 5–5 (5–4) | Deportivo de los Altos          | 2–4 | 3–1    |

*Nota: El equipo localizado en la columna 1 ejerce de local en el juego de vuelta.

### Dieciseisavos de final
| Equipo 1                            | Agr.      | Equipo 2                               | Ida | Vuelta |
| ----------------------------------- | --------- | -------------------------------------- | --- | ------ |
| Marina                              | 0–1       | Yalmakan                               | 0–1 | 0–0    |
| C.D. Chilpancingo                   | 3–2       | SEP Puebla                             | 1–1 | 2–1    |
| Águilas UAGro                       | 1–2       | Tigres Dorados MRCI                    | 0–0 | 1–2    |
| Cefor Cuauhtémoc Blanco             | 3–2       | Atlético Acayucan                      | 2–0 | 1–2    |
| Alto Rendimiento Tuzo               | 1–0       | Estudiantes de Atlacomulco             | 0–0 | 1–0    |
| Club Hidalguense                    | 4–2       | Deportiva Venados                      | 1–2 | 3–0    |
| Valle Verde F.C. (p.)               | 3–3 (5–3) | Gladiadores Calentanos                 | 0–2 | 3–1    |
| Potros UAEM "B"                     | 3–3 (3–4) | (p.) Sultanes de Tamazunchale          | 3–1 | 0–2    |
| Real Leonés                         | 2–2 (3–4) | (p.) Originales Aguacateros de Uruapan | 0–2 | 2–0    |
| Real Aguascalientes                 | 9–4       | Universidad de Monterrey               | 3–2 | 6–2    |
| Titanes de Saltillo                 | 4–2       | Soles de Ciudad Juárez                 | 2–2 | 2–0    |
| Constructores de Gómez Palacio      | 1–4       | C.D. Aves Blancas                      | 0–4 | 1–0    |
| Universidad de Guadalajara "C" (p.) | 3–3 (3–0) | Universidad Autónoma de Sinaloa        | 1–1 | 2–2    |
| Vaqueros                            | 3–6       | Tecos F.C.                             | 0–2 | 3–4    |
| Acatlán F.C.                        | 7–4       | Deportivo Obregón                      | 4–2 | 3–2    |
| Monarcas Morelia "C"                | 4–2       | Nuevos Valores de Ocotlán              | 2–2 | 2–0    |

*Nota: El equipo localizado en la columna 1 ejerce de local en el juego de vuelta.

### Fase final
|  | Octavos de final | Octavos de final           | Octavos de final        | Octavos de final | Octavos de final |   |                            | Cuartos de final      | Cuartos de final | Cuartos de final | Cuartos de final | Cuartos de final |  |    | Semifinal         | Semifinal | Semifinal | Semifinal | Semifinal |  |   | Final            | Final | Final | Final | Final |
|  |                  |                            |                         |                  |                  |   |                            |                       |                  |                  |                  |                  |  |    |                   |           |           |           |           |  |   |                  |       |       |       |       |
|  | 5                | Valle Verde F.C.           | 4                       | 4                | 8                |   |                            |                       |                  |                  |                  |                  |  |    |                   |           |           |           |           |  |   |                  |       |       |       |       |
|  | 14               | Sultanes de Tamazunchale   | 2                       | 0                | 2                |   |                            |                       |                  |                  |                  |                  |  |    |                   |           |           |           |           |  |   |                  |       |       |       |       |
|  | 14               | Sultanes de Tamazunchale   | 2                       | 0                | 2                |   | 5                          | Valle Verde F.C.      | 2                | 3                | 5                |                  |  |    |                   |           |           |           |           |  |   |                  |       |       |       |       |
|  |                  |                            |                         |                  |                  |   | 5                          | Valle Verde F.C.      | 2                | 3                | 5                |                  |  |    |                   |           |           |           |           |  |   |                  |       |       |       |       |
|  |                  | 9                          | Cefor Cuauhtémoc Blanco | 2                | 0                | 2 |                            |                       |                  |                  |                  |                  |  |    |                   |           |           |           |           |  |   |                  |       |       |       |       |
|  | 3                | 9                          | Cefor Cuauhtémoc Blanco | 2                | 0                | 2 | Cefor Cuauhtémoc Blanco    | 2                     | 3                | 5                |                  |                  |  |    |                   |           |           |           |           |  |   |                  |       |       |       |       |
|  | 3                |                            |                         |                  |                  |   | Cefor Cuauhtémoc Blanco    | 2                     | 3                | 5                |                  |                  |  |    |                   |           |           |           |           |  |   |                  |       |       |       |       |
|  | 12               | Tigres Dorados MRCI        | 1                       | 2                | 3                |   |                            |                       |                  |                  |                  |                  |  |    |                   |           |           |           |           |  |   |                  |       |       |       |       |
|  | 12               | Tigres Dorados MRCI        | 1                       | 2                | 3                |   |                            |                       |                  |                  |                  |                  |  | 5  | Valle Verde F.C.  | 1         | 4         | 5         |           |  |   |                  |       |       |       |       |
|  |                  |                            |                         |                  |                  |   |                            |                       |                  |                  |                  |                  |  | 5  | Valle Verde F.C.  | 1         | 4         | 5         |           |  |   |                  |       |       |       |       |
|  |                  | 6                          | Club Hidalguense        | 0                | 0                | 0 |                            |                       |                  |                  |                  |                  |  |    |                   |           |           |           |           |  |   |                  |       |       |       |       |
|  | 5                | 6                          | Club Hidalguense        | 0                | 0                | 0 | Alto Rendimiento Tuzo (p.) | 0                     | 2                | 2 (5)            |                  |                  |  |    |                   |           |           |           |           |  |   |                  |       |       |       |       |
|  | 5                |                            |                         |                  |                  |   | Alto Rendimiento Tuzo (p.) | 0                     | 2                | 2 (5)            |                  |                  |  |    |                   |           |           |           |           |  |   |                  |       |       |       |       |
|  | 16               | Yalmakan F.C.              | 2                       | 0                | 2 (4)            |   |                            |                       |                  |                  |                  |                  |  |    |                   |           |           |           |           |  |   |                  |       |       |       |       |
|  | 16               | Yalmakan F.C.              | 2                       | 0                | 2 (4)            |   | 1                          | Alto Rendimiento Tuzo | 0                | 0                | 0                |                  |  |    |                   |           |           |           |           |  |   |                  |       |       |       |       |
|  |                  |                            |                         |                  |                  |   | 1                          | Alto Rendimiento Tuzo | 0                | 0                | 0                |                  |  |    |                   |           |           |           |           |  |   |                  |       |       |       |       |
|  |                  | 6                          | Club Hidalguense        | 1                | 0                | 1 |                            |                       |                  |                  |                  |                  |  |    |                   |           |           |           |           |  |   |                  |       |       |       |       |
|  | 6                | 6                          | Club Hidalguense        | 1                | 0                | 1 | Club Hidalguense (p.)      | 1                     | 0                | 1 (4)            |                  |                  |  |    |                   |           |           |           |           |  |   |                  |       |       |       |       |
|  | 6                |                            |                         |                  |                  |   | Club Hidalguense (p.)      | 1                     | 0                | 1 (4)            |                  |                  |  |    |                   |           |           |           |           |  |   |                  |       |       |       |       |
|  | 11               | SEP Puebla                 | 1                       | 0                | 1 (3)            |   |                            |                       |                  |                  |                  |                  |  |    |                   |           |           |           |           |  |   |                  |       |       |       |       |
|  | 11               | SEP Puebla                 | 1                       | 0                | 1 (3)            |   |                            |                       |                  |                  |                  |                  |  |    |                   |           |           |           |           |  | 5 | Valle Verde F.C. | 2     | 3     | 5     |       |
|  |                  |                            |                         |                  |                  |   |                            |                       |                  |                  |                  |                  |  |    |                   |           |           |           |           |  | 5 | Valle Verde F.C. | 2     | 3     | 5     |       |
|  |                  | 13                         | U. de Guadalajara "C"   | 6                | 0                | 6 |                            |                       |                  |                  |                  |                  |  |    |                   |           |           |           |           |  |   |                  |       |       |       |       |
|  | 7                | 13                         | U. de Guadalajara "C"   | 6                | 0                | 6 | Real Aguascalientes        | 1                     | 1                | 2                |                  |                  |  |    |                   |           |           |           |           |  |   |                  |       |       |       |       |
|  | 7                |                            |                         |                  |                  |   | Real Aguascalientes        | 1                     | 1                | 2                |                  |                  |  |    |                   |           |           |           |           |  |   |                  |       |       |       |       |
|  | 8                | Tecos F.C.                 | 3                       | 1                | 4                |   |                            |                       |                  |                  |                  |                  |  |    |                   |           |           |           |           |  |   |                  |       |       |       |       |
|  | 8                | Tecos F.C.                 | 3                       | 1                | 4                |   | 8                          | Tecos F.C.            | 2                | 3                | 5                |                  |  |    |                   |           |           |           |           |  |   |                  |       |       |       |       |
|  |                  |                            |                         |                  |                  |   | 8                          | Tecos F.C.            | 2                | 3                | 5                |                  |  |    |                   |           |           |           |           |  |   |                  |       |       |       |       |
|  |                  | 10                         | C.D. Aves Blancas       | 1                | 5                | 6 |                            |                       |                  |                  |                  |                  |  |    |                   |           |           |           |           |  |   |                  |       |       |       |       |
|  | 4                | 10                         | C.D. Aves Blancas       | 1                | 5                | 6 | Monarcas Morelia "C"       | 1                     | 2                | 3                |                  |                  |  |    |                   |           |           |           |           |  |   |                  |       |       |       |       |
|  | 4                |                            |                         |                  |                  |   | Monarcas Morelia "C"       | 1                     | 2                | 3                |                  |                  |  |    |                   |           |           |           |           |  |   |                  |       |       |       |       |
|  | 10               | C.D. Aves Blancas          | 4                       | 1                | 5                |   |                            |                       |                  |                  |                  |                  |  |    |                   |           |           |           |           |  |   |                  |       |       |       |       |
|  | 10               | C.D. Aves Blancas          | 4                       | 1                | 5                |   |                            |                       |                  |                  |                  |                  |  | 10 | C.D. Aves Blancas | 0         | 2         | 2         |           |  |   |                  |       |       |       |       |
|  |                  |                            |                         |                  |                  |   |                            |                       |                  |                  |                  |                  |  | 10 | C.D. Aves Blancas | 0         | 2         | 2         |           |  |   |                  |       |       |       |       |
|  |                  | 13                         | U. de Guadalajara "C"   | 3                | 5                | 8 |                            |                       |                  |                  |                  |                  |  |    |                   |           |           |           |           |  |   |                  |       |       |       |       |
|  | 2                | 13                         | U. de Guadalajara "C"   | 3                | 5                | 8 | Titanes de Saltillo        | 3                     | 3                | 6                |                  |                  |  |    |                   |           |           |           |           |  |   |                  |       |       |       |       |
|  | 2                |                            |                         |                  |                  |   | Titanes de Saltillo        | 3                     | 3                | 6                |                  |                  |  |    |                   |           |           |           |           |  |   |                  |       |       |       |       |
|  | 15               | Originales Aguacateros     | 0                       | 1                | 1                |   |                            |                       |                  |                  |                  |                  |  |    |                   |           |           |           |           |  |   |                  |       |       |       |       |
|  | 15               | Originales Aguacateros     | 0                       | 1                | 1                |   | 2                          | Titanes de Saltillo   | 1                | 0                | 1                |                  |  |    |                   |           |           |           |           |  |   |                  |       |       |       |       |
|  |                  |                            |                         |                  |                  |   | 2                          | Titanes de Saltillo   | 1                | 0                | 1                |                  |  |    |                   |           |           |           |           |  |   |                  |       |       |       |       |
|  |                  | 13                         | U. de Guadalajara "C"   | 3                | 0                | 3 |                            |                       |                  |                  |                  |                  |  |    |                   |           |           |           |           |  |   |                  |       |       |       |       |
|  | 3                | 13                         | U. de Guadalajara "C"   | 3                | 0                | 3 | Acatlán F.C.               | 1                     | 2                | 3 (3)            |                  |                  |  |    |                   |           |           |           |           |  |   |                  |       |       |       |       |
|  | 3                |                            |                         |                  |                  |   | Acatlán F.C.               | 1                     | 2                | 3 (3)            |                  |                  |  |    |                   |           |           |           |           |  |   |                  |       |       |       |       |
|  | 13               | U. de Guadalajara "C" (p.) | 2                       | 1                | 3 (4)            |   |                            |                       |                  |                  |                  |                  |  |    |                   |           |           |           |           |  |   |                  |       |       |       |       |

#### Octavos de final
| 18 de mayo, 14:00 | SEP Puebla      | 1:1 (1:0) | Club Hidalguense | Unidad Deportiva Mario Vázquez Raña, Puebla |                              |
|                   | M. González 24' | Reporte   | U. Labra 83'     | Asistencia: 200 espectadores                | Asistencia: 200 espectadores |

| 21 de mayo, 12:00                                                                                               | Club Hidalguense | 0:0 (4:3 p.) | SEP Puebla | Club Hidalguense, Pachuca    |                              |
| |                  | Reporte      |            | Asistencia: 600 espectadores | Asistencia: 600 espectadores |
| Pese a empatar 1-1 en el global, Club Hidalguense avanza a cuartos de final tras ganar 4-3 en serie de penales. |                  |              |            |                              |                              |

| 19 de mayo, 15:00 | Yalmakan                    | 2:0 (0:0) | Alto Rendimiento Tuzo | Estadio Cancún 86, Cancún    |                              |
|                   | M. Ruiz 56' · A. Molina 80' | Reporte   |                       | Asistencia: 300 espectadores | Asistencia: 300 espectadores |

| 22 de mayo, 11:00 | Alto Rendimiento Tuzo            | 2:0 (0:0) (5:4 p.) | Yalmakan | Estadio de la Universidad del Fútbol, San Agustín Tlaxiaca |                              |
| | J. Zamudio 55' · L. González 58' | Reporte            |          | Asistencia: 200 espectadores                               | Asistencia: 200 espectadores |
| Pese a empatar 2-2 en el global, Alto Rendimiento Tuzo avanza a cuartos de final tras ganar 5-4 en serie de penales. |                                  |                    |          |                                                            |                              |

| 18 de mayo, 15:00 | Tigres Dorados MRCI | 1:2 (0:0) | Cefor Cuauhtémoc Blanco            | Estadio MRCI Tlacochahuaya, San Jerónimo Tlacochahuaya |                              |
|                   | H. Manzanares 64'   | Reporte   | M. Gutiérrez 52' · A. Alatorre 83' | Asistencia: 300 espectadores                           | Asistencia: 300 espectadores |

| 21 de mayo, 13:00                                                            | Cefor Cuauhtémoc Blanco              | 3:2 (1:1) | Tigres Dorados MRCI          | Estadio Nido Águila, Huauchinango |                              |
|                                                                              | E. Vilchis 29' · O. Barrera 53', 70' | Reporte   | S. Castro 17' · J. Leyva 77' | Asistencia: 500 espectadores      | Asistencia: 500 espectadores |
| Con marcador global de 5-3, Cefor Cuahtémoc Blanco avanza a cuartos de final |                                      |           |                              |                                   |                              |

| 18 de mayo, 16:00 | Sultanes de Tamazunchale     | 2:4 (1:3) | Valle Verde F.C.                                         | Deportivo Solidaridad, Tamazunchale |                              |
|                   | J. Mata 45' · E. Salazar 80' | Reporte   | E. González 18', 44' · J. Castillejos 38' · J. López 81' | Asistencia: 800 espectadores        | Asistencia: 800 espectadores |

| 21 de mayo, 17:00                                                 | Valle Verde F.C.                                                   | 4:0 (1:0) | Sultanes de Tamazunchale | Estadio Municipal Richard Ruiz, Jiquipilas |                                |
|                                                                   | J. Estrada 27' · L. Santos 47' · J. Castillejos 48' · C. López 85' | Reporte   |                          | Asistencia: 1 000 espectadores             | Asistencia: 1 000 espectadores |
| Con marcador global de 8-2, Valle Verde avanza a cuartos de final |                                                                    |           |                          |                                            |                                |

| 18 de mayo, 14:30 | Originales Aguacateros | 0:3 (0:1) | Titanes de Saltillo                             | Unidad Deportiva Hermanos López Rayón, Uruapan |                              |
|                   |                        | Reporte   | B. García 11' · J. Romero 57' · D. Zertuche 63' | Asistencia: 800 espectadores                   | Asistencia: 800 espectadores |

| 21 de mayo, 15:00                                                         | Titanes de Saltillo                  | 3:1 (2:0) | Originales Aguacateros | Estadio Olímpico Francisco I. Madero, Saltillo |                              |
|                                                                           | B. García 16' · D. Zertuche 22', 46' | Reporte   | J. Torres 57'          | Asistencia: 800 espectadores                   | Asistencia: 800 espectadores |
| Con marcador global de 6-1, Titanes de Saltillo avanza a cuartos de final |                                      |           |                        |                                                |                              |

| 19 de mayo, 11:00 | U. de Guadalajara "C" | 2:1 (1:1) | Acatlán F.C.    | Club Deportivo La Primavera, Zapopan |                              |
|                   | D. Amador 20', 51'    | Reporte   | E. Carrillo 16' | Asistencia: 200 espectadores         | Asistencia: 200 espectadores |

| 22 de mayo, 11:00 | Acatlán            | 2:1 (0:0) (3:4 p.) | U. de Guadalajara "C" | Club Juárez, Acatlán de Juárez |                              |
| | L. Santos 55', 62' | Reporte            | K. Lomelí 82'         | Asistencia: 500 espectadores   | Asistencia: 500 espectadores |
| Pese a empatar 3-3 en el global, Universidad de Guadalajara avanza a cuartos de final tras ganar 4-3 en serie de penales |                    |                    |                       |                                |                              |

| 18 de mayo, 19:30 | Tecos F.C.                                         | 3:1 (1:0) | Real Aguascalientes | Estadio Tres de Marzo, Zapopan |                              |
|                   | M. Palomino 43' · J. Ruvalcaba 84' · E. Zapata 90' | Reporte   | C. Rodríguez 82'    | Asistencia: 300 espectadores   | Asistencia: 300 espectadores |

| 21 de mayo, 16:00                                           | Real Aguascalientes | 1:1 (0:1) | Tecos F.C.   | Estadio Ferrocarrilero, Aguascalientes |                              |
|                                                             | S. Martínez 89'     | Reporte   | J. Mares 22' | Asistencia: 500 espectadores           | Asistencia: 500 espectadores |
| Con marcador global de 4-2, Tecos avanza a cuartos de final |                     |           |              |                                        |                              |

| 19 de mayo, 18:00 | C.D. Aves Blancas                                   | 4:1 (3:0) | Monarcas Morelia "C" | Estadio Corredor Industrial, Tepatitlán de Morelos |                              |
|                   | J. Íñiguez 9' · S. Ayala 15', 78' · G. Alcantar 26' | Reporte   | R. Villalbazo 82'    | Asistencia: 150 espectadores                       | Asistencia: 150 espectadores |

| 22 de mayo, 12:00                                                  | Monarcas Morelia "C"          | 2:1 (1:0) | C.D. Aves Blancas | Estadio Morelos, Morelia       |                                |
|                                                                    | D. Alipio 13' · J. Chávez 52' | Reporte   | A. Valadéz 59'    | Asistencia: 1 000 espectadores | Asistencia: 1 000 espectadores |
| Con marcador global de 5-3, Aves Blancas avanza a cuartos de final |                               |           |                   |                                |                                |

#### Cuartos de final
| 26 de mayo, 17:00 | Club Hidalguense | 1:0 (0:0) | Alto Rendimiento Tuzo | Club Hidalguense, Pachuca    |                              |
|                   | E. Aparicio 75'  | Reporte   |                       | Asistencia: 200 espectadores | Asistencia: 200 espectadores |

| 29 de mayo, 11:00                                                 | Alto Rendimiento Tuzo | 0:0     | Club Hidalguense | Estadio de la Universidad del Fútbol, San Agustín Tlaxiaca |                              |
|                                                                   |                       | Reporte |                  | Asistencia: 300 espectadores                               | Asistencia: 300 espectadores |
| Con marcador global de 1-0, Club Hidalguense avanza a semifinales |                       |         |                  |                                                            |                              |

| 25 de mayo, 15:00 | Cefor Cuauhtémoc Blanco      | 2:2 (0:1) | Valle Verde F.C.                     | Estadio Nido Águila, Huauchinango |                              |
|                   | M. Sosa 46' · O. Barrera 60' | Reporte   | J. Castillejos 22' · E. González 68' | Asistencia: 500 espectadores      | Asistencia: 500 espectadores |

| 28 de mayo, 17:00                                            | Valle Verde F.C.                    | 3:0 (0:0) | Cefor Cuauhtémoc Blanco | Estadio Municipal Richard Ruiz, Jiquipilas |                                |
|                                                              | E. González 49', 76' · J. López 90' | Reporte   |                         | Asistencia: 2 500 espectadores             | Asistencia: 2 500 espectadores |
| Con marcador global de 5-2, Valle Verde avanza a semifinales |                                     |           |                         |                                            |                                |

| 25 de mayo, 11:00 | U. de Guadalajara "C" | 3:1 (2:0) | Titanes de Saltillo | Club Deportivo La Primavera, Zapopan |                              |
|                   | D. Amador 7', 9', 77' | Reporte   | B. García 49'       | Asistencia: 150 espectadores         | Asistencia: 150 espectadores |

| 28 de mayo, 15:00                                                           | Titanes de Saltillo | 0:0     | U. de Guadalajara "C" | Estadio Olímpico Francisco I. Madero, Saltillo |                                |
|                                                                             |                     | Reporte |                       | Asistencia: 1 000 espectadores                 | Asistencia: 1 000 espectadores |
| Con marcador global de 3-1, Universidad de Guadalajara avanza a semifinales |                     |         |                       |                                                |                                |

| 25 de mayo, 18:00 | C.D. Aves Blancas | 1:2 (1:2) | Tecos F.C.                   | Estadio Corredor Industrial, Tepatitlán de Morelos |                                |
|                   | J. Íñiguez 12'    | Reporte   | A. Suárez 31' · J. Mares 32' | Asistencia: 1 200 espectadores                     | Asistencia: 1 200 espectadores |

| 28 de mayo, 20:00                                             | Tecos F.C.                                    | 3:5 (2:2) | C.D. Aves Blancas                            | Estadio Tres de Marzo, Zapopan |                                |
|                                                               | A. Enríquez 5' · J. Mares 39' · J. Alonso 92' | Reporte   | A. Limón 16', 47', 64' · J. Íñiguez 19', 45' | Asistencia: 1 500 espectadores | Asistencia: 1 500 espectadores |
| Con marcador global de 6-5, Aves Blancas avanza a semifinales |                                               |           |                                              |                                |                                |

#### Semifinales
| 1 de junio, 17:00 | Club Hidalguense | 0:1 (0:1) | Valle Verde F.C. | Club Hidalguense, Pachuca    |                              |
|                   |                  | Reporte   | E. González 3'   | Asistencia: 700 espectadores | Asistencia: 700 espectadores |

| 4 de junio, 17:00                                | Valle Verde F.C.                          | 4:0 (0:0) | Club Hidalguense | Estadio Municipal Richard Ruiz, Jiquipilas |                                |
|                                                  | E. González 46', 48', 73' · C. Orozco 62' | Reporte   |                  | Asistencia: 3 000 espectadores             | Asistencia: 3 000 espectadores |
| Con global de 5-0, Valle Verde avanza a la final |                                           |           |                  |                                            |                                |

| 1 de junio, 11:00 | U. de Guadalajara "C"                            | 3:0 (1:0) | C.D. Aves Blancas | Club Deportivo La Primavera, Zapopan |                              |
|                   | O. Lecourtois 27' · J. Ortíz 47' · D. Amador 60' | Reporte   |                   | Asistencia: 200 espectadores         | Asistencia: 200 espectadores |

| 4 de junio, 18:00                                        | C.D. Aves Blancas             | 2:5 (0:3) | U. de Guadalajara "C"                                                | Estadio Corredor Industrial, Tepatitlán de Morelos |                                |
|                                                          | A. Valadéz 52' · C. Ponce 70' | Reporte   | L. Ávila 13' · D. Amador 20', 58' · C. Baltazar 24' · A. Sánchez 85' | Asistencia: 1 000 espectadores                     | Asistencia: 1 000 espectadores |
| Con global de 8-2, U . de Guadalajara avanza a la final. |                               |           |                                                                      |                                                    |                                |

#### Final
| 8 de junio, 11:00 | U. de Guadalajara "C"                                            | 6:2 (2:0) | Valle Verde F.C.                 | Club Deportivo La Primavera, Zapopan |                                |
|                   | O. Lecourtois 3', 23', 71', 79' · A. Sánchez 56' · D. Amador 66' | Reporte   | E. Cabrera 68' · E. González 88' | Asistencia: 1 000 espectadores       | Asistencia: 1 000 espectadores |

| 11 de junio, 17:00                                                                               | Valle Verde F.C.                                  | 3:0 (2:0) | U. de Guadalajara "C" | Estadio Municipal Richard Ruiz, Jiquipilas |                                |
|                                                                                                  | E. González 25' · E. Grajales 30' · R. Torres 75' | Reporte   |                       | Asistencia: 4 000 espectadores             | Asistencia: 4 000 espectadores |
| Con marcador global de 6-5, Universidad de Guadalajara es campeón de la Tercera División 2015-16 |                                                   |           |                       |                                            |                                |

| Campeón Tercera División 2015-16 |
| -------------------------------- |
|                                  |
| Universidad de Guadalajara "C"   |
| 1° Título                        |

#### Equipos ascendidos a Segunda División
| Universidad de Guadalajara "C" Asciende a la Liga Premier de Ascenso | Valle Verde Asciende a la Liga de Nuevos Talentos |
| -------------------------------------------------------------------- | ------------------------------------------------- |

## Liguilla de filiales
|  | Cuartos de final                             | Cuartos de final                             | Cuartos de final                             | Cuartos de final                             | Cuartos de final                             |   |       | Semifinales                                    | Semifinales                                    | Semifinales                                    | Semifinales                                    | Semifinales                                    |  |   | Final                                | Final                                | Final                                | Final                                | Final                                |  |
|  | 7 y 8 de mayo (ida) 13 y 14 de mayo (vuelta) | 7 y 8 de mayo (ida) 13 y 14 de mayo (vuelta) | 7 y 8 de mayo (ida) 13 y 14 de mayo (vuelta) | 7 y 8 de mayo (ida) 13 y 14 de mayo (vuelta) | 7 y 8 de mayo (ida) 13 y 14 de mayo (vuelta) |   |       | 20 y 21 de mayo (ida) 27 y 28 de mayo (vuelta) | 20 y 21 de mayo (ida) 27 y 28 de mayo (vuelta) | 20 y 21 de mayo (ida) 27 y 28 de mayo (vuelta) | 20 y 21 de mayo (ida) 27 y 28 de mayo (vuelta) | 20 y 21 de mayo (ida) 27 y 28 de mayo (vuelta) |  |   | 1 de junio (ida) 4 de junio (vuelta) | 1 de junio (ida) 4 de junio (vuelta) | 1 de junio (ida) 4 de junio (vuelta) | 1 de junio (ida) 4 de junio (vuelta) | 1 de junio (ida) 4 de junio (vuelta) |  |
|  |                                              |                                              |                                              |                                              |                                              |   |       |                                                |                                                |                                                |                                                |                                                |  |   |                                      |                                      |                                      |                                      |                                      |  |
|  |                                              |                                              |                                              |                                              |                                              |   |       |                                                |                                                |                                                |                                                |                                                |  |   |                                      |                                      |                                      |                                      |                                      |  |
|  | 1                                            | Mineros de Zacatecas "C"                     | 2                                            | 1                                            | 3                                            |   |       |                                                |                                                |                                                |                                                |                                                |  |   |                                      |                                      |                                      |                                      |                                      |  |
|  | 1                                            | Mineros de Zacatecas "C"                     | 2                                            | 1                                            | 3                                            |   |       |                                                |                                                |                                                |                                                |                                                |  |   |                                      |                                      |                                      |                                      |                                      |  |
|  | 8                                            | Poblado Miguel Alemán                        | 2                                            | 0                                            | 2                                            |   |       |                                                |                                                |                                                |                                                |                                                |  |   |                                      |                                      |                                      |                                      |                                      |  |
|  | 8                                            | Poblado Miguel Alemán                        | 2                                            | 0                                            | 2                                            |   | 1     | Mineros de Zacatecas "C"                       | 2                                              | 2                                              | 4                                              |                                                |  |   |                                      |                                      |                                      |                                      |                                      |  |
|  |                                              |                                              |                                              |                                              |                                              |   | 1     | Mineros de Zacatecas "C"                       | 2                                              | 2                                              | 4                                              |                                                |  |   |                                      |                                      |                                      |                                      |                                      |  |
|  |                                              |                                              | 7                                            | Coras "C"                                    | 2                                            | 1 | 3     |                                                |                                                |                                                |                                                |                                                |  |   |                                      |                                      |                                      |                                      |                                      |  |
|  | 2                                            | Alebrijes de Oaxaca "B"                      | 7                                            | Coras "C"                                    | 2                                            | 1 | 3     | 1                                              | 0                                              | 1                                              |                                                |                                                |  |   |                                      |                                      |                                      |                                      |                                      |  |
|  | 2                                            | Alebrijes de Oaxaca "B"                      |                                              |                                              |                                              |   |       |                                                |                                                | 1                                              |                                                |                                                |  |   |                                      |                                      |                                      |                                      |                                      |  |
|  | 7                                            | Coras "C"                                    | 3                                            | 3                                            | 6                                            |   |       |                                                |                                                |                                                |                                                |                                                |  |   |                                      |                                      |                                      |                                      |                                      |  |
|  | 7                                            | Coras "C"                                    | 3                                            | 3                                            | 6                                            |   |       |                                                |                                                |                                                |                                                |                                                |  | 1 | Mineros de Zacatecas "C" (p.)        | 1                                    | 4                                    | 5 (4)                                |                                      |  |
|  |                                              |                                              |                                              |                                              |                                              |   |       |                                                |                                                |                                                |                                                |                                                |  | 1 | Mineros de Zacatecas "C" (p.)        | 1                                    | 4                                    | 5 (4)                                |                                      |  |
|  |                                              |                                              | 3                                            | Tigres SD                                    | 2                                            | 3 | 5 (2) |                                                |                                                |                                                |                                                |                                                |  |   |                                      |                                      |                                      |                                      |                                      |  |
|  | 3                                            | Tigres SD                                    | 3                                            | Tigres SD                                    | 2                                            | 3 | 5 (2) | 2                                              | 1                                              | 3                                              |                                                |                                                |  |   |                                      |                                      |                                      |                                      |                                      |  |
|  | 3                                            | Tigres SD                                    |                                              |                                              |                                              |   |       |                                                |                                                | 3                                              |                                                |                                                |  |   |                                      |                                      |                                      |                                      |                                      |  |
|  | 6                                            | Dorados UACH "B"                             | 2                                            | 0                                            | 2                                            |   |       |                                                |                                                |                                                |                                                |                                                |  |   |                                      |                                      |                                      |                                      |                                      |  |
|  | 6                                            | Dorados UACH "B"                             | 2                                            | 0                                            | 2                                            |   | 3     | Tigres SD                                      | 1                                              | 1                                              | 2                                              |                                                |  |   |                                      |                                      |                                      |                                      |                                      |  |
|  |                                              |                                              |                                              |                                              |                                              |   | 3     | Tigres SD                                      | 1                                              | 1                                              | 2                                              |                                                |  |   |                                      |                                      |                                      |                                      |                                      |  |
|  |                                              |                                              | 5                                            | Guadalajara "C"                              | 0                                            | 1 | 1     |                                                |                                                |                                                |                                                |                                                |  |   |                                      |                                      |                                      |                                      |                                      |  |
|  | 4                                            | Atlas "C"                                    | 5                                            | Guadalajara "C"                              | 0                                            | 1 | 1     | 1                                              | 0                                              | 1                                              |                                                |                                                |  |   |                                      |                                      |                                      |                                      |                                      |  |
|  | 4                                            | Atlas "C"                                    |                                              |                                              |                                              |   |       |                                                |                                                | 1                                              |                                                |                                                |  |   |                                      |                                      |                                      |                                      |                                      |  |
|  | 5                                            | Guadalajara "C"                              | 1                                            | 3                                            | 4                                            |   |       |                                                |                                                |                                                |                                                |                                                |  |   |                                      |                                      |                                      |                                      |                                      |  |
|  | 5                                            | Guadalajara "C"                              | 1                                            | 3                                            | 4                                            |   |       |                                                |                                                |                                                |                                                |                                                |  |   |                                      |                                      |                                      |                                      |                                      |  |
|  |                                              |                                              |                                              |                                              |                                              |   |       |                                                |                                                |                                                |                                                |                                                |  |   |                                      |                                      |                                      |                                      |                                      |  |

| Campeón Tercera División 2015-16 (filiales) |
| ------------------------------------------- |
|                                             |
| Mineros de Zacatecas "C"                    |
| 2° Título                                   |